# Mul al-Imarat
Mul al-Imarat (arab. مول الإمارات) – centrum handlowe w Dubaju otwarte 28 września 2005.

## Budowa
Budowę galerii rozpoczęto w październiku 2003 roku. Budynek został oddany do użytku 28 września 2005. W 2015 budynek przebudowano, co kosztowało 1 mld AED.

## Położenie
Centrum handlowe znajduje się przy zjeździe nr 4 z Szari asz-Szajch Zajid w Al-Barszy.

## Transport
We wrześniu 2009 otwarto przejście łączące centrum handlowe ze stacją metra Mul al-Imarat. Wejście do niego znajduje się na pierwszym piętrze budynku. Parking obiektu liczy ponad 7000 miejsc.

## Obiekty
W centrum handlowym znajduje się m.in. ośrodek narciarski Ski Dubai, a także największy na Bliskim Wschodzie hipermarket Carrefour, kino VOX z 24 salami, centrum teatru i sztuki oraz 630 sklepów, w tym Nike, Apple, Louis Vuitton, Chanel, Prada, a także ponad 100 restauracji i kawiarni.
Z budynkiem sąsiadują dwa pięciogwiazdkowe hotele – Kempinski Mall of the Emirates i Sheraton Dubai Mall of the Emirates Hotel.
Centrum handlowe jest odwiedzane przez ponad 40 milionów osób rocznie.

## Galeria

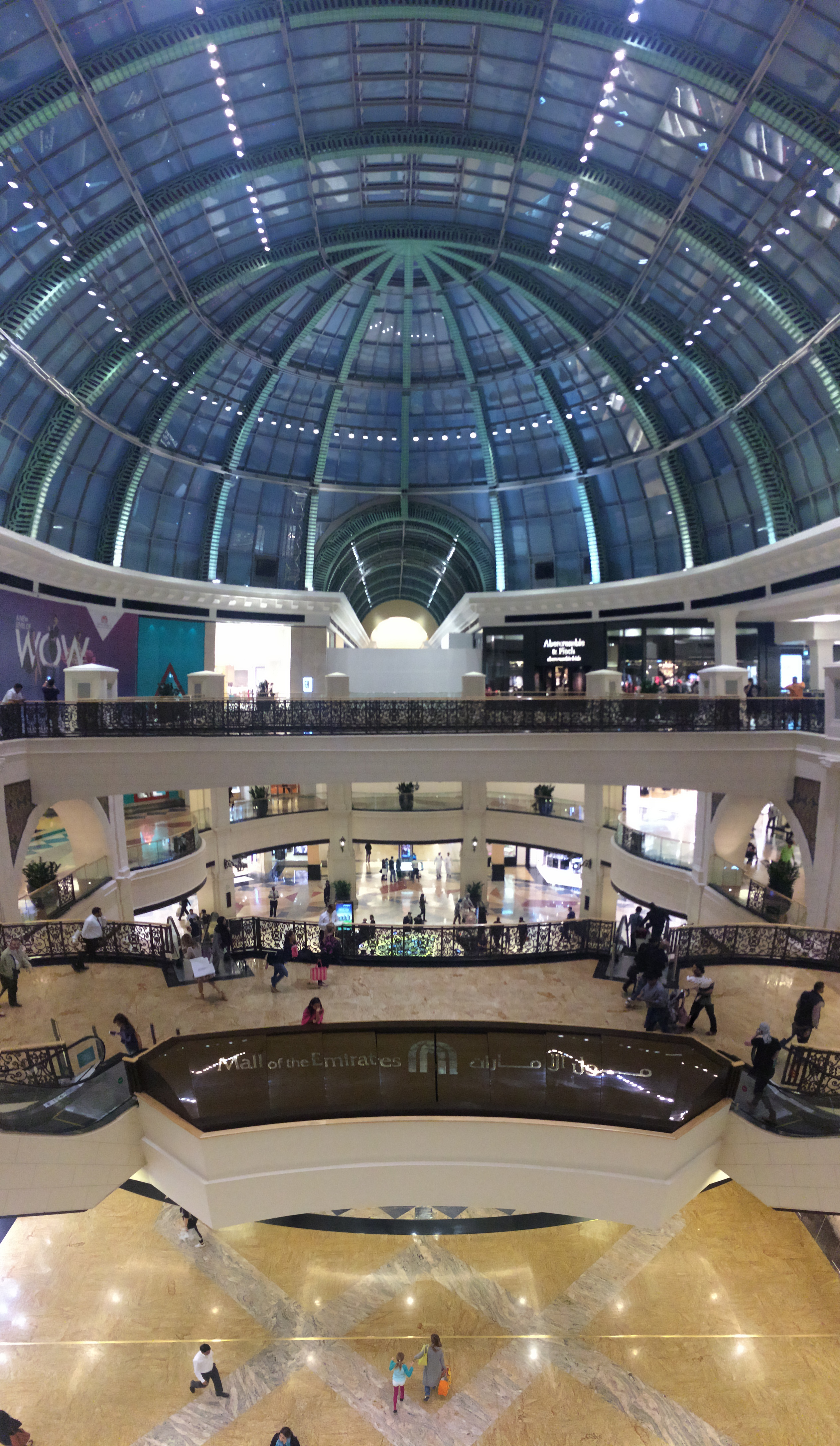
Wnętrze centrum handlowego
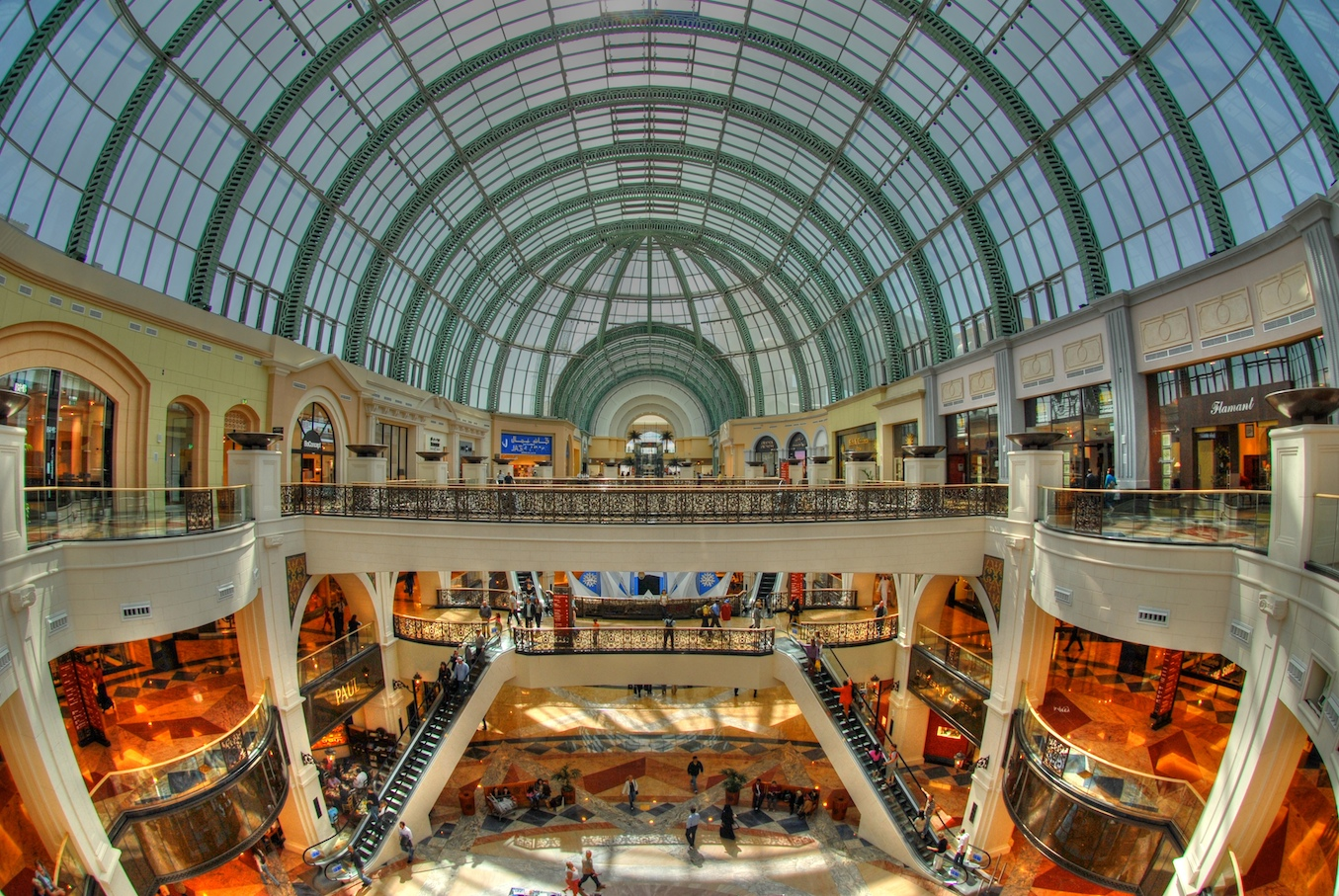
Wnętrze centrum
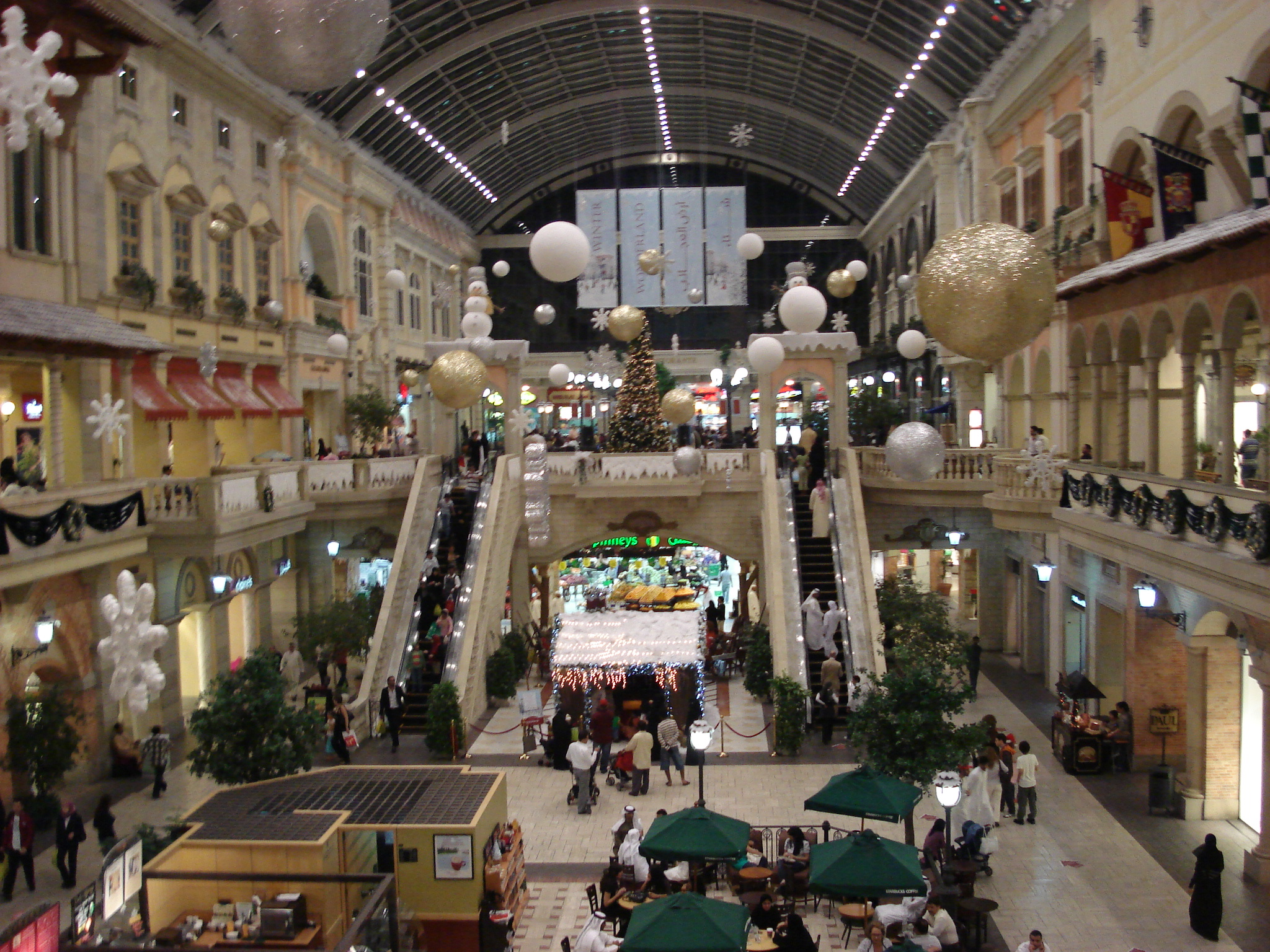
Wnętrze centrum
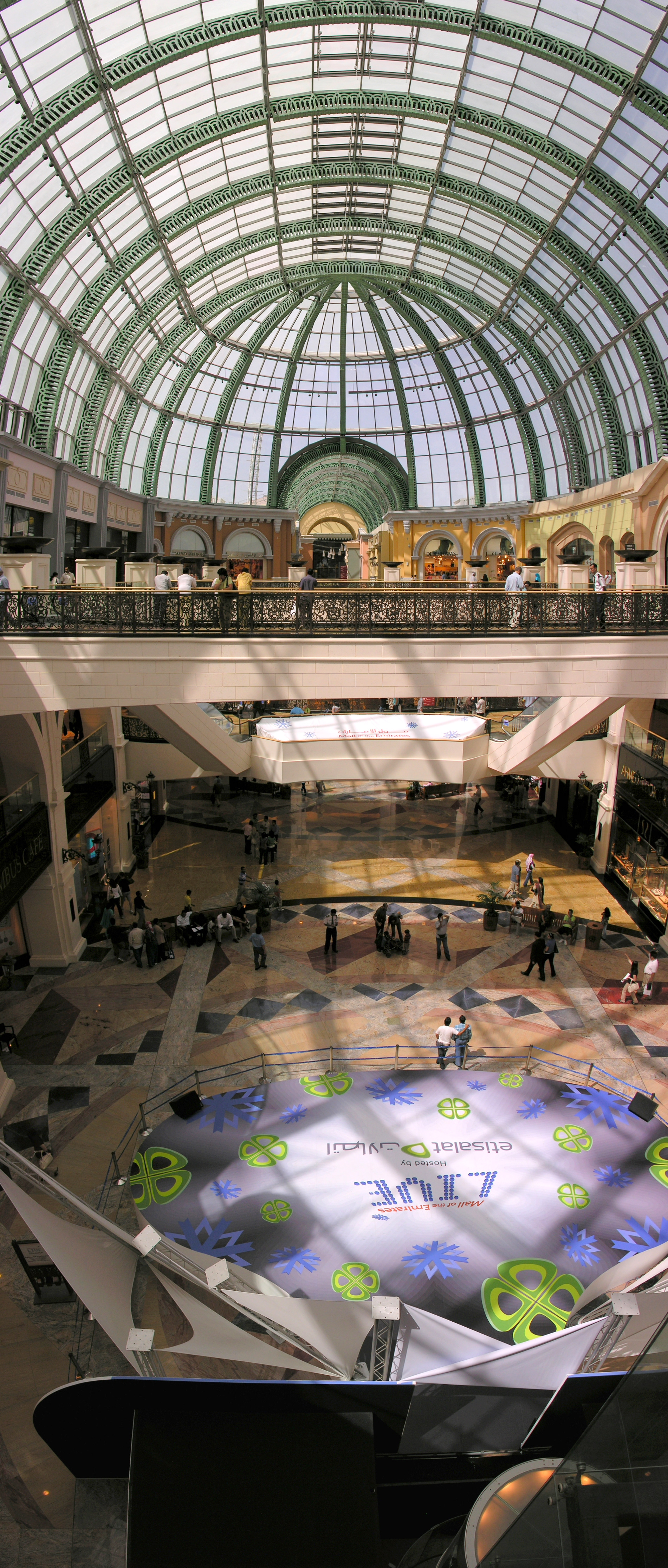
Wnętrze budynku
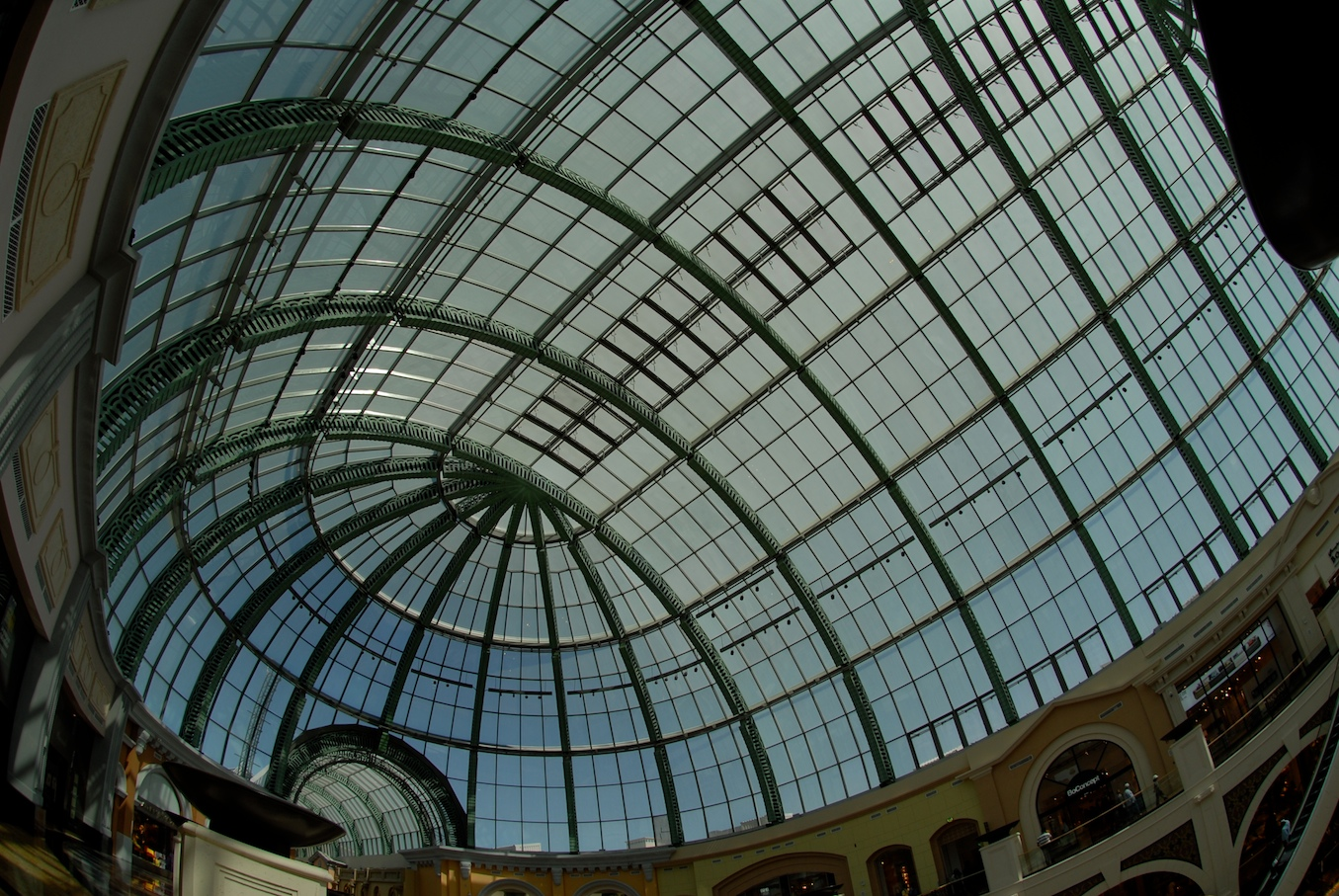
Dach budynku